# HUGtto! Pretty Cure
HUGtto! Pretty Cure (ＨＵＧっと！プリキュア?, HUGtto! Purikyua, HUGtto! Precure) è la quindicesima serie anime del franchise di Pretty Cure, creata da Izumi Tōdō e prodotta dalla Toei Animation. Trasmessa in Giappone su TV Asahi dal 4 febbraio 2018 al 27 gennaio 2019, in Italia è inedita.
HUGtto! Pretty Cure è preceduta da Kirakira ☆ Pretty Cure À La Mode e seguita da Star☆Twinkle Pretty Cure.

## Trama
(Introduzione che precede la sigla d'apertura)
Il mondo è pieno di Asu Powerer, ovvero il potere di creare un futuro radioso, racchiuso nei Mirai Crystal, oggetti senza i quali esso non potrebbe esistere.
Hana Nono è una ragazza che frequenta la seconda media e sogna di diventare una figura responsabile e matura su cui poter contare. Una sera, sul balcone di camera sua, Hana assiste all'atterraggio dal cielo di una neonata che soprannomina Hugtan e del suo tutore Hariham Harry. Tuttavia la Società Criasu, il cui scopo è espandere il Toge Powerer, ossia non creare alcun futuro radioso per l'umanità, è interessata a rintracciare e distruggere ciò che racchiude l'esatto contrario e attacca la piccola: visto il suo forte desiderio di aiutare, Hana riceve un Mirai Crystal e si trasforma in una Pretty Cure, Cure Yell. Per proteggere il futuro del mondo e la piccola Hugtan, a lei si aggiungono la serafica Saaya Yakushiji (Cure Ange) e la talentuosa Homare Kagayaki (Cure Étoile). La squadra si completa a metà serie con la pessimista quanto dolce Emiru Aisaki (Cure MaChérie) e l'androide inizialmente dalla parte avversaria Ruru Amour (Cure Amour).

## Personaggi

### Pretty Cure
Hana Nono (野乃 はな?, Nono Hana) / Cure Yell (キュアエール?, Kyua Ēru)
Doppiata da: Rie Hikisaka (ed. giapponese)
Nata il 20 gennaio, ha 13 anni ma nel corso della serie ne compie 14, e frequenta la seconda media all'accademia L'Avenir. Appena trasferitasi in città, in seguito ad atti di bullismo da lei subiti nella precedente scuola, sogna di diventare una figura responsabile e matura su cui gli altri possano contare; ciononostante ha molti dubbi su quale lavoro voglia davvero fare in futuro. È vivace ed energica, più minuta delle altre ragazze, e supporta tutti ripetendo loro "Hooray-Hooray!" (「フレフレ！」?, "Furefure!"), ma è un po' maldestra: infatti, al primo giorno nella scuola nuova, per dare un taglio al passato, sbaglia a tagliarsi la frangia e arriva in ritardo in classe. Dopo averci lavorato per un'intera giornata, dà di tanto in tanto una mano in una bancarella di takoyaki gestita da un uomo burbero a cui però si affeziona. Sviluppa un profondo affetto nei confronti di Hugtan e per questo si trova sempre in prima linea quando si tratta di difenderla o salvarla dai membri della Società Criasu. In futuro diventa presidentessa della AA Company, una società di successo che aiuta i giovani a realizzare i propri sogni; inoltre si scopre essere la futura madre di Hugtan, dandola alla luce e chiamandola Hagumi. Dice spesso "Mechock!" (「めちょっく！」?, "Mechokku!"), parola inventata da lei per definire un grande shock. Si trasforma in Cure Yell, la Pretty Cure della Vitalità, basata sulla figura della cheerleader, di colore rosa.
Saaya Yakushiji (薬師寺 さあや?, Yakushiji Saaya) / Cure Ange (キュアアンジュ?, Kyua Anju)
Doppiata da: Rina Hon'izumi (ed. giapponese)
Nata il 10 giugno, frequenta la seconda media all'accademia L'Avenir. È gentile e serafica, tanto da essere considerata da tutti un angelo, e fa la rappresentante nella classe di Hana, Homare e Ruru; quando le si fanno complimenti arrossisce tanto ma sa anche essere molto competitiva. Sua madre è un'attrice famosa e anche lei da piccola ha interpretato diversi ruoli, ma quando la riconoscono preferisce non parlarne perché sente il peso di essere figlia di una celebrità e, di conseguenza, tutti si aspettano molto da lei; infatti, quando recita davanti agli altri non riesce a dare il meglio di sé, ma grazie alle amiche supera questo blocco e comincia a partecipare alle audizioni con più sicurezza. Non sa cosa realmente fare in futuro, indecisa se seguire le orme della madre e fare l'attrice, ma alla fine sceglie di diventare un'ostetrica a seguito di un'esperienza lavorativa in ospedale di cui è rimasta affascinata. È brava ad accudire i bambini, ama acculturarsi su cose nuove e cura il giornalino della scuola, tuttavia lo sport non è il suo forte. Si trasforma in Cure Ange, la Pretty Cure della Saggezza, basata sulla figura dell'infermiera, di colore azzurro.
Homare Kagayaki (輝木 ほまれ?, Kagayaki Homare) / Cure Étoile (キュアエトワール?, Kyua Etowāru)
Doppiata da: Yui Ogura (ed. giapponese)
Nata l'8 aprile, frequenta la seconda media all'accademia L'Avenir. Matura e atletica, è un'ex star del pattinaggio artistico su ghiaccio, sport che ha abbandonato per essersi rotta una gamba a seguito di una caduta; quest'evento l'ha profondamente segnata, tanto da tagliarsi i capelli e non andare regolarmente a scuola, e la sua negligenza fa sì che venga etichettata da tutti come una poco di buono. L'incontro con Hana e Saaya, però, le fa ritrovare la passione e finalmente riesce a superare la sua debolezza, diventando una Pretty Cure al secondo tentativo e ricominciando a pattinare. Lei e Henri sono amici d'infanzia. Non si fa intimorire da niente e adora i bambini e gli animali, infatti qualche volta dà una mano a portare a spasso i cani del canile locale, da cui adotta il piccolo MoguMogu. Nel corso della serie si avvicina sempre di più ad Harry e comincia a provare qualcosa per lui, ma sceglie di aspettare e di non rivelargli subito i suoi sentimenti quando viene a sapere che il ragazzo è innamorato di un'altra; glieli confessa poco prima di un'importante competizione di pattinaggio, ricevendo però, come si aspettava, un rifiuto. Dice spesso "Kyawatan!" (「きゃわたん！」?, "Kyawatan!"), parola che indica per lei una cosa molto carina. Si trasforma in Cure Étoile, la Pretty Cure della Potenza, basata sulla figura dell'assistente di volo, di colore giallo.
Emiru Aisaki (愛崎 えみる?, Aisaki Emiru) / Cure MaChérie (キュアマシェリ?, Kyua Masheri)
Doppiata da: Nao Tamura (ed. giapponese)
Nata il 15 luglio, frequenta l'ultimo anno delle elementari all'accademia L'Avenir. Ha un carattere pessimistico e si preoccupa per tutto, tanto che si porta dietro un sacco di cose per eventuali intralci, non godendosi però appieno ciò che la circonda; tuttavia è di buon cuore e tiene molto ai suoi amici. Dotata di una splendida voce, le piace cantare e ha l'orecchio assoluto, e adora le ciliegie. Vive in una grande casa, simile a un castello, con i genitori e il fratello maggiore Masato, il quale inizialmente non approva la sua passione per la chitarra elettrica, dicendole invece di studiare violino o pianoforte, secondo lui più adatti a una ragazza di buona famiglia. È compagna di classe di Kotori, la sorella minore di Hana. Dopo aver visto le Pretty Cure lottare contro il male, diventa una loro ammiratrice tanto da crearsi un abito simile al loro e andare in giro per la città a compiere buone azioni, con scarsi e disastrosi risultati, sotto il nome di Cure Emi~ru (キュアえみ～る?, Kyua Emi~ru). Sviluppa una simpatica quanto improbabile amicizia con Ruru, con cui forma il duo musicale Twin Love; dopo aver scoperto a sorpresa la vera identità delle Pretty Cure, decide insieme a lei di diventarlo anche loro, seppur manchi una sola, quarta guerriera all'appello. Attraverso i loro sentimenti sinceri, però, un miracolo fa sdoppiare l'ultimo PreHeart rimasto, dando a entrambe la possibilità di trasformarsi. In futuro diventa una cantante di successo, senza Ruru che era già tornata in precedenza nel futuro. Si trasforma in Cure MaChérie, la Pretty Cure dell'Amore come Cure Amour, basata sulla figura dell'idol cantante, di colore rosso.
Ruru Amour (ルールー・アムール?, Rūrū Amūru) / Cure Amour (キュアアムール?, Kyua Amūru)
Doppiata da: Yukari Tamura (ed. giapponese)
Nata il 23 settembre, inizialmente lavora al servizio della filiale Azababu della Società Criasu, con un ruolo part-time. Particolarmente silenziosa, quasi priva di emozioni, è precisa e brava nel calcolo dei dati ed esegue alla lettera qualunque ordine le venga impartito; in realtà è un'androide di nome RUR-9500 costruito dal Dr. Traum con la tecnologia del futuro ad immagine e somiglianza della figlia scomparsa. Viaggia su un veicolo spaziale e utilizza nei suoi attacchi ogni tipo di dispositivo elettronico. Per raccogliere informazioni sulle Pretty Cure, altera i ricordi della madre di Hana per infiltrarsi a casa sua come un'amica di famiglia e comincia a frequentare la loro stessa scuola, dimostrandosi eccellente sia negli studi che nello sport, ma non nelle relazioni sociali in cui risulta fredda e apatica. La vicinanza con Hana e le altre la fa in qualche modo tentennare e, quando la sua copertura salta per via di Papple che mette fuori uso il suo corpo, viene riprogrammata affinché le amicizie che ha stretto vengano rimosse dalla sua mente. Tuttavia, pur essendo un robot, riesce sorprendentemente a ricordare tutto decidendo di schierarsi dalla parte delle Pretty Cure e volta le spalle alla società che l'ha creata. Intanto sviluppa una simpatica quanto improbabile amicizia con Emiru, che la porta a voler diventare una Pretty Cure insieme a lei, seppur manchi una sola, quarta guerriera all'appello. Attraverso i loro sentimenti sinceri, però, un miracolo fa sdoppiare l'ultimo PreHeart rimasto, dando a entrambe la possibilità di trasformarsi. È molto golosa e le piace in particolare il cioccolato fondente. Forma insieme a Emiru il duo musicale Twin Love, mentre con Traum trova un punto di incontro dopo che lui rivela di essere di fatto suo padre. Dopo la sconfitta della Criasu, torna insieme ad Harry, Hugtan e gli ex colleghi nel futuro, dove rinasce riprogrammata come bambina per opera del Dr. Traum e stringe nuovamente amicizia con Emiru, ormai cresciuta. Si trasforma in Cure Amour, la Pretty Cure dell'Amore come Cure MaChérie, basata sulla figura dell'idol ballerina, di colore violetta.

### Alleati
Hugtan (はぐたん?, Hagutan)
Doppiata da: Konomi Tada (ed. giapponese)
È una neonata proveniente dal futuro, il cui tempo è stato distrutto dalla Società Criasu. È nata il 21 ottobre. Ha il controllo sui Mirai Crystal e, di conseguenza, senza di lei il futuro non potrebbe esistere. Avverte sensibilmente la variazione di Asu Powerer nell'aria e qualora non ce ne fosse smetterebbe di crescere. Adora bere il latte e inizialmente sa dire soltanto "hagyu~" (「はぎゅ～」?, "hagyu~"); proprio per questo, durante il loro primo incontro Hana, che assiste al suo atterraggio dal cielo, le dà il nome Hugtan. Nel corso della serie, Hana e le altre assistono al suo sviluppo e alla sua crescita, come quando comincia pian piano ad imparare a parlare, a camminare e le spuntano i primi dentini. Dotata di grandi poteri, viene rivelato che anche lei è una Pretty Cure, Cure Tomorrow (キュアトゥモロー?, Kyua Tumorō), che combatté al fianco di altre tre guerriere contro la Società Criasu nel futuro, liberando Harry dalla sua prigionia e sigillandone la forma mostruosa. Fu proprio lei ad usare il Mirai Crystal White per scappare nel presente, dopo la cattura da parte del Presidente Cry che desiderava ucciderla ed estinguere così il potere di Mother di cui è custode; questo però la fece regredire alla forma attuale di Hugtan. Dopo la sconfitta del male, torna insieme ad Harry, Ruru e gli altri della ex Criasu nella giusta linea temporale riassumendo le sembianze di Cure Tomorrow e si scopre inoltre essere la figlia che Hana avrà nel futuro di nome Hagumi (はぐみ?, Hagumi).
Hariham Harry (ハリハム・ハリー?, Harihamu Harī)
Doppiato da: Junko Noda (da criceto) / Jun Fukushima (da umano) (ed. giapponese)
È una fata che assomiglia a un criceto ed è il tutore di Hugtan, con la quale è scappato grazie al Mirai Crystal White dal futuro, che è stato distrutto dalla Società Criasu. Parla il dialetto del Kansai e possiede un piccolo trolley dal quale può estrarre qualsiasi cosa. Ha il compito di istruire Hana e le altre su come essere Pretty Cure, ma è svogliato, seppur molto preparato all'occorrenza. Può trasformarsi in un ragazzo umano e apre il negozio Beauty Harry, in cui alloggia insieme a Hugtan. Si arrabbia quando gli altri lo scambiano per un topo o un riccio. Come rivelato in seguito, lui insieme a Restol e a Bishin si unì alla Società Criasu con la promessa che essa avrebbe aiutato i loro amici malati, solo per poi essere traditi; dopo aver lavorato per qualche tempo come partner di Bishin, venne infine salvato da Cure Tomorrow, che sigillò la sua forma mostruosa e lo aiutò a scappare nel presente, dove però lei regredì nell'attuale forma neonata di Hugtan. Non sa chi siano i suoi genitori ed è innamorato di una misteriosa ragazza (rivelatasi poi Cure Tomorrow), motivo per cui non può ricambiare i sentimenti che Homare prova nei suoi confronti. Dopo la sconfitta del male, torna insieme ad Hugtan, Ruru e gli altri della ex Criasu nel futuro.

### Società Criasu
George Cry (ジョージ・クライ?, Jōji Kurai)
Doppiato da: Junpei Morita (ed. giapponese)
È il presidente della Società Criasu, responsabile della rovina del futuro. Vuole espandere il negativo Toge Powerer e diminuire il più positivo Asu Powerer, facendo sì che nessun futuro possa essere costruito; per far questo deve liberarsi dei Mirai Crystal delle Pretty Cure e dell'entità chiamata Mother. In seguito si capisce che il suo reale obiettivo è il blocco del tempo in un determinato momento di felicità e mantenere questo per l'eternità senza più sofferenze, stabilizzando le vite degli umani che giudica incontentabili e per questo colpevoli della disfatta del futuro. Inizialmente, ai membri della sua società si presenta sotto forma di entità incorporea (essendo solo un ologramma proiettato da Restol) ed è colui che approva i mandati dei dipendenti della filiale Azababu contro le Pretty Cure. In vesti civili, invece, è un uomo di buon cuore e sofisticato, piuttosto sciupato, che cela una figura delirante e manipolatrice disposta a raggiungere i suoi scopi a tutti i costi. Mostra un certo interesse verso Hana, la quale lo incontra per caso senza sapere chi sia; viene poi rivelato che nella linea temporale dalla quale proviene era l'amante di Hana, che è stata colpita da un male sconosciuto e che ha agito su George da catalizzatore per le sue azioni rivolte ad un ipotetico salvataggio di lei. Si rivela alle Pretty Cure quando riesce temporaneamente a rubare tutti i loro Mirai Crystal in vista della creazione di un mondo, a detta sua, perfetto. Nel suo grande piano cerca l'approvazione di Hana a cui tiene tanto, ma non la ottiene e infine sceglie lo stesso di iniziare il processo definitivo di arresto del tempo. Viene purificato dalle Pretty Cure, che riportano tutto alla normalità, e Cure Yell lo invita ad andare verso il futuro insieme ma, nonostante la commozione dell'uomo, le strade dei due finiscono col separarsi. Sebbene non lo si veda esplicitamente, si intuisce che il sé stesso del presente diventerà, nella giusta linea temporale, il futuro marito di Hana nonché padre di Hagumi. Il suo nome deriva dalle parole giapponesi "jōji", che significa "sempre/solitamente", e "kurai", che significa "scuro/buio".
Dr. Traum (ドクター・トラウム?, Dokutā Toraumu)
Doppiato da: Takaya Hashi (ed. giapponese)
È un uomo anziano, cinico e senza scrupoli al servizio della Società Criasu, ha il ruolo di consulente e il suo colore è il grigio. L'allegria e la gentilezza che mostra nascondono in realtà una profonda crudeltà; infatti colpisce mortalmente il suo alleato Daigan pur di entrare lui in azione contro gli avversari. È un inventore (è stato lui infatti a creare Ruru ad immagine e somiglianza della figlia scomparsa) e utilizza nei suoi attacchi oggetti di tipo meccanico. In una circostanza costruisce un marchingegno in grado di viaggiare nel tempo e nello spazio e attacca tutte le Pretty Cure esistenti, le quali tuttavia riunite lo sconfiggono e le HUGtto lo purificano con i Mirai Brace. Fa il suo ritorno quando comunica a tutti di essere il padre di Ruru e tenta di riallacciare i rapporti con lei. Dopo la sconfitta del male, torna insieme ai suoi compagni della ex Criasu nel futuro, dove ricostruisce e riprogramma Ruru dall'aspetto di bambina che inizia una nuova vita. Il suo nome deriva dalla parola tedesca "traum", che significa "sogno".
Restol (リストル?, Risutoru)
Doppiato da: Shin'ichirō Miki (ed. giapponese)
È un uomo al servizio della Società Criasu, ha il ruolo di segretario e il suo colore è il blu. Rigido sulle regole da rispettare, attualmente gestisce e supervisiona la filiale Azababu e attraverso il suo computer proietta l'ologramma del Presidente Cry quando egli non c'è, approvando i mandati dei dipendenti. Viene in seguito rivelato il suo vero aspetto: come Harry, infatti, è una fata somigliante a un criceto che si unì alla società insieme a lui e Bishin con la promessa che essa avrebbe aiutato i loro amici malati, solo per poi essere traditi. Nonostante sia fedele alla Criasu, prova un immenso odio verso il Presidente Cry per aver distrutto il suo luogo d'origine. Dopo essere sceso in campo contro le Pretty Cure, abbandona gli ideali della Criasu e torna dalla parte del bene grazie alle parole di conforto di Harry. Con la sconfitta del male, torna insieme ai suoi compagni della ex Criasu nel futuro. Il suo nome deriva dal termine "ristrutturazione aziendale".

#### Filiale Azababu
Charaleet (チャラリート?, Chararīto)
Doppiato da: Fukushi Ochiai (ed. giapponese)
È un ragazzo scanzonato al servizio della filiale Azababu della Società Criasu, ha il ruolo di impiegato e il suo colore è il giallo. Prende tutto alla leggera, agendo impulsivamente e non curandosi di fare rapporto ai suoi dirigenti. Accumula una serie di fallimenti nelle sue missioni e, con l'ultima possibilità andata male, viene sollevato dal suo incarico e spedito nella sala di retrocessione; col consenso del presidente, Papple lo fa rendere un Oshimaida e con lui attacca le Pretty Cure, le quali tuttavia lo purificano definitivamente. Successivamente diventa uno youtuber e fonda l'agenzia di talenti MAA (Maemuki Ashita Agency) insieme a Papple e Daigan, quando anche loro lasciano i Criasu. Con la sconfitta del male, torna insieme ai suoi ex colleghi nel futuro. Il suo nome deriva dalla parola giapponese "chara", che indica una persona scherzosa e appariscente, e da "salaryman".
Papple (パップル?, Pappuru)
Doppiata da: Sayaka Ōhara (ed. giapponese)
È una donna narcisista al servizio della filiale Azababu della Società Criasu, ha il ruolo di direttrice della sezione e il suo colore è il viola. Amante del lusso, utilizza il suo fascino per ottenere ciò che vuole e non si fa scrupoli a sacrificare i suoi sottoposti quando si ritrova alle strette. Porta sempre con sé un ventaglio e un vecchio telefono e si fa accompagnare dappertutto da un taxi; inizialmente nelle sue missioni collabora soprattutto con Ruru. È innamorata di George, mentre prova un forte astio per Gelos che vede come una rivale. Dopo aver visto Gelos insieme all'uomo che ama, disperata, tramuta se stessa in un Oshimaida, ma grazie a Cure Amour e Cure MaChérie viene purificata definitivamente. Diventa poi una talent scout e apre un'agenzia insieme a Charaleet e Daigan, la MAA (Maemuki Ashita Agency), quando anche loro lasciano i Criasu. Con la sconfitta del male, torna insieme ai suoi ex colleghi nel futuro. Il suo nome deriva dalla fase economica della bolla speculativa, in particolare quella giapponese.
Daigan (ダイガン?, Daigan)
Doppiato da: Masanori Machida (ed. giapponese)
È un uomo robusto e prepotente al servizio della filiale Azababu della Società Criasu, ha il ruolo di caporeparto e il suo colore è il verde. Critica sempre gli operati dei suoi colleghi, che non giudica alla sua altezza, ma non agisce mai in prima persona: quando, tuttavia, lo fa, viene ucciso in pochi secondi dal suo stesso alleato Dr. Traum. Grazie però alle cure ricevute da Cure Ange, ricompare purificato insieme a Papple e Charaleet, con cui nel frattempo fonda l'agenzia di talenti MAA (Maemuki Ashita Agency). Tuttavia, in un'occasione, si lascia tentare da Restol a tornare nella Società Criasu e scatena il panico tra la gente, ma le Pretty Cure intervengono e lo fanno tornare in sé. Con la sconfitta del male, torna insieme ai suoi ex colleghi nel futuro, dove lavora al fianco di Saaya nell'ospedale durante le gravidanze. Il suo nome deriva dalla generazione "Dankai", nata durante il primo baby boom verificatosi in Giappone.
Gelos (ジェロス?, Jerosu)
Doppiata da: Yūko Kaida (ed. giapponese)
È una donna elegante al servizio della filiale Azababu della Società Criasu, ha il ruolo di general manager e il suo colore è il rosso. Odia sentimenti come l'amore e l'amicizia e utilizza spesso termini inglesi quando si esprime. Considera Papple una fallita e non perde occasione per deriderla con sarcasmo. All'inizio fa parte di una divisione diversa della società, ma con la riorganizzazione dei dipendenti entra ufficialmente nella filiale Azababu. Nelle sue missioni è quasi sempre accompagnata da due fedeli giovani maggiordomi con gli occhiali, JinJin e Takumi, la cui perdita quando vengono sconfitti la portano a provare una grande frustrazione; questo unito alla bassa autostima, derivata dallo scorrere del tempo che porta all'invecchiamento, le fanno assumere un aspetto più malvagio e potente. Sempre più convinta però che la sua bellezza e giovinezza stiano ormai sparendo, usa un dispositivo creato in precedenza da Traum per fermare il tempo in città, trasformando così se stessa in un Mou-Oshimaida, ma l'intervento di JinJin e Takumi le fa capire quanto lei conti per loro nonostante tutto e viene purificata in modo definitivo dalle Pretty Cure. Con la sconfitta del male, torna insieme ai suoi ex compagni della società nel futuro. Il suo nome deriva dalla fase economica giapponese definita "decennio perduto".
JinJin (ジンジン?, Jinjin) & Takumi (タクミ?, Takumi)
Doppiati da: Yoshio Kojima e Louis Yamada LIII (ed. giapponese)
Sono i giovani maggiordomi di Gelos, che accompagnano fedelmente la donna nelle sue missioni. A volte agiscono anche indipendentemente e, nonostante l'aspetto serio e composto, hanno il ruolo di spalla comica. Dopo aver saputo che verranno di certo licenziati dalla società, per evitarlo, rubano alla loro padrona un dispositivo speciale capace di fermare il tempo soggettivo delle persone, ma a causa della loro imprudenza vengono fusi assieme in un Mou-Oshimaida, sconfitto infine dalle Pretty Cure. Diventano uno venditore di generi alimentari e l'altro operaio edile. Con la sconfitta del male, tornano insieme a Gelos e gli altri ex della Criasu nel futuro.
Bishin (ビシン?, Bishin)
Doppiato da: Satomi Arai (ed. giapponese)
È un ragazzo irruente al servizio della filiale Azababu della Società Criasu, ha il ruolo di specialista del cliente e il suo colore è il beige. A causa della sua ferocia, ha creato non pochi problemi all'azienda e perciò è stato a lungo imprigionato nei sotterranei della società. Restol, tuttavia, lo libera per farlo combattere al loro fianco. Vorrebbe a tutti i costi che Harry tornasse tra i Criasu, infatti viene rivelato che in passato era il suo partner e, come lui, il suo vero aspetto è quello di una fata che assomiglia ad un criceto; loro due insieme a Restol si sono uniti alla società con la promessa che essa avrebbe aiutato i loro amici malati, solo per poi essere traditi. Viene purificato dalle Pretty Cure dopo aver visto Restol tornare alla parte del bene al fianco di Harry. Con la sconfitta dei Criasu, torna insieme ai suoi ex compagni della società nel futuro.
HATE-900
Compare solo nel manga. È un ragazzo androide, predecessore di Ruru, ex dipendente al servizio della filiale Azababu della Società Criasu. All'apparenza buono, in realtà disdegna l'essere umano e lo considera inutile, così come i sentimenti d'amore e amicizia.
Paripino (パリピーノ?, Paripīno)
Doppiato da: Kenta Tanaka (ed. giapponese)
Compare solo nel musical. È un giovane neo assunto al servizio della filiale Azababu della Società Criasu, ha il ruolo di impiegato. Veste in stile hip hop. Viene purificato definitivamente dalle Pretty Cure.
Oshimaida (オシマイダー?, Oshimaidā)
Doppiato da: Oolongta Yoshida (ed. giapponese)
È il mostro evocato dalla Società Criasu. Viene creato sottraendo dal cuore di un umano il Toge Powerer, ovvero il potere che hanno le emozioni negative, con la formula "Negative Wave!" (「ネガティブウェーブ！」?, "Negatibu Uēbu!"). Successivamente viene utilizzata anche una versione potenziata, il Mou-Oshimaida (猛オシマイダー?, Mō Oshimaidā).

### Altri personaggi
Sumire Nono (野乃 すみれ?, Nono Sumire)
Doppiata da: Natsuko Kuwatani (ed. giapponese)
È la madre di Hana. Lavora come giornalista per un periodico. Dopo aver saputo degli atti di bullismo che Hana subiva nella sua precedente scuola, decide di trasferirsi con la famiglia ad Hagukumi. Si affeziona molto a Ruru, a tal punto da riaccoglierla in casa anche dopo che la ragazza elimina il lavaggio del cervello che le aveva fatto quando era una nemica alla ricerca di informazioni sulle Pretty Cure.
Shintaro Nono (野乃 森太郎?, Nono Shintarō)
Doppiato da: Yasuhiro Mamiya (ed. giapponese)
È il padre di Hana. Di corporatura robusta, ha un carattere buono ed è il dirigente del centro commerciale HuGMAN.
Kotori Nono (野乃 ことり?, Nono Kotori)
Doppiata da: Amina Satō (ed. giapponese)
È la sorella minore di Hana e frequenta l'ultimo anno delle elementari all'accademia L'Avenir, nella stessa classe di Emiru. Si considera più matura della sorella, che definisce invece una bambina. Ammira le Pretty Cure e una serie di coincidenze la portano a credere che Hana sia una di loro. In futuro diventa un'insegnante di educazione fisica che allena le studentesse del club di cheerleading.
Tanpopo Anno (庵野 たんぽぽ?, Anno Tanpopo)
Doppiata da: Kikuko Inoue (ed. giapponese)
È la nonna di Hana e gestisce il negozio di dolci tradizionali giapponesi Tanpopo-dō nel vecchio distretto commerciale della città. Proprio come la nipote, è piccola di statura ma molto energica nonostante l'età avanzata. Prima che suo marito morisse, serviva un particolare tipo di manjū denominato "manjū della speranza", ma grazie ad Hana e i suoi amici decide di reinserirli nella vendita dopo tanto tempo. Sembra riconoscere sua nipote Hana in Cure Yell.
Sousuke Anno (庵野 草介?, Anno Sōsuke)
Doppiato da: Eiji Takeuchi (ed. giapponese)
È il nonno di Hana, deceduto quando lei era piccola. Ha aperto il negozio di dolci tradizionali insieme a sua moglie, la quale, dopo la sua morte, ha continuato l'attività in solitaria.
Reira Yakushiji (薬師寺 れいら?, Yakushiji Reira)
Doppiata da: Maya Okamoto (ed. giapponese)
È la madre di Saaya e una famosa attrice professionista, capace di interpretare qualsiasi ruolo. Fuori dal set, è una donna tenace, un po' goffa e non sa cucinare. La sua carriera non le ha impedito di allevare sua figlia nel migliore dei modi, sostenuta dalla famiglia e dagli amici. Quando Saaya le comunica che non vuole intraprendere la carriera di attrice come lei, e diventare invece un medico, ci rimane male nonostante non voglia darlo a vedere, ma comprende che le ambizioni di sua figlia sono più importanti.
Shuji Yakushiji (薬師寺 修司?, Yakushiji Shūji)
Doppiato da: Hiroki Tasaka (ed. giapponese)
È il padre di Saaya. Si occupa delle faccende domestiche visto che la moglie è sempre impegnata col lavoro, e qualche volta aiuta quest'ultima dietro le quinte dei set cinematografici.
Chitose Kagayaki (輝木 ちとせ?, Kagayaki Chitose)
Doppiata da: Tōko Aoyama (ed. giapponese)
È la madre di Homare. Si è separata dal marito quando la figlia era piccola e, da allora, insieme ai suoi genitori, si è presa cura di lei. Lavora come operaia stradale.
Chiyo Kagayaki (輝木 ちよ?, Kagayaki Chiyo)
Doppiata da: Kaoru Katakai (ed. giapponese)
È la nonna di Homare. Lei e suo marito vivono insieme alla figlia, Chitose, e alla nipote.
Kikuzō Kagayaki (輝木 喜久蔵?, Kagayaki Kikuzō)
Doppiato da: ? (ed. giapponese)
È il nonno di Homare.
Miyako Aisaki (愛崎 都?, Aisaki Miyako)
Doppiata da: Nobue Iketani (ed. giapponese)
È la madre di Emiru ed è una cantante lirica, insieme al marito. Quando parla, si esprime cantando.
Haidon Aisaki (愛崎 俳呑?, Aisaki Haidon)
Doppiato da: Tōru Nomaguchi (ed. giapponese)
È il padre di Emiru ed è un cantante lirico, insieme alla moglie. Quando parla, si esprime cantando.
Masato Aisaki (愛崎 正人?, Aisaki Masato)
Doppiato da: Yukari Shimotsuki (ed. giapponese)
È il fratello maggiore di Emiru e frequenta la terza media all'accademia L'Avenir. Tradizionalista e possessivo, ha una visione piuttosto all'antica delle cose che va a scontrarsi con quella più moderna e aperta di Henri, suo compagno di scuola. Non approva la passione della sorella per la chitarra elettrica, dicendole invece di studiare violino o pianoforte, secondo lui più adatti a una ragazza di buona famiglia. In seguito, anche grazie a Henri con cui stringe una forte amicizia, si rende conto del talento di Emiru e inizia a sostenerla.
Bahha Aisaki (愛崎 獏発?, Aisaki Bahha)
Doppiato da: Keiichi Noda (ed. giapponese)
È il nonno di Emiru, proprietario dell'Aisaki Konzern. Burbero, non condivide la scelta di Emiru di far parte di un duo musicale in cui suona la chitarra elettrica e vuole che torni ad essere la bambina obbediente quale era.
Henri Wakamiya (若宮 アンリ?, Wakamiya Anri)
Doppiato da: Toshiyuki Someya / Natsu Yorita (da bambino) (ed. giapponese)
È un famoso pattinatore su ghiaccio, amico d'infanzia di Homare. Intraprendente e soprannominato da tutti "il principe" per via della sua bellezza androgina, ha una grande autostima e non bada ai pregiudizi, affermando che porre dei limiti al proprio cuore equivale a sprecare la vita. È per metà giapponese da parte della madre e per metà francese da parte del padre. Ritorna dall'estero perché vuole convincere Homare a tornare a pattinare e insieme a lui condurre una carriera di successo, ma desiste dal suo intento quando la vede felice al fianco di Hana e Saaya. Inoltre, viene a conoscenza dell'identità delle Pretty Cure e si trasferisce all'accademia L'Avenir, dove comincia a frequentare il terzo anno. Dopo un'iniziale antipatia reciproca, sviluppa un forte legame con Masato. La fama, a volte, rappresenta un ostacolo per lui, che non sopporta come gli altri si impiccino nella sua vita privata; Restol dei Criasu percepisce in lui sentimenti simili a quelli dei dipendenti della società e gli propone di unirsi a loro, ma rifiuta. Ne diventa brevemente membro quando comincia a dubitare del suo futuro a causa di un incidente stradale che gli procura una frattura alla gamba sinistra già lesionata, rendendolo incapace di affrontare un'imminente competizione. Tuttavia, grazie ai Mirai Brace e al supporto di Cure Yell e le altre, ritrova lo spirito giusto e si libera dal giogo dei Criasu, diventando temporaneamente una Pretty Cure, Cure Infini (キュアアンフィニ?, Kyua Anfini), il primo personaggio di sesso maschile a trasformarsi nell'intero franchise. In futuro continua nel pieno successo la sua carriera artistica di pattinatore.
Ranze Ichijō (一条 蘭世?, Ichijō Ranze)
Doppiata da: Aya Suzaki (ed. giapponese)
È una ragazza che è apparsa da bambina insieme a Saaya in una pubblicità. Molto determinata, vuole primeggiare nel campo della recitazione, partecipando a numerosi provini per i ruoli nei film, e vede Saaya come una rivale in questo. In futuro diventa un'attrice affermata.
Professor Uchifuji (内富士先生?, Uchifuji-sensei)
Doppiato da: Daisuke Namikawa (ed. giapponese)
È l'insegnante della classe di Hana, Saaya, Homare e Ruru, molto affabile e gentile con gli alunni. Lui e sua moglie Yuka aspettano un bambino che nasce durante la serie.
Professor Umehashi (梅橋先生?, Umehashi-sensei)
Doppiato da: Masashi Tamaki (ed. giapponese)
È l'insegnante di educazione fisica dell'accademia L'Avenir. Vorrebbe che Homare tornasse a pattinare perché è a conoscenza del suo talento e cerca in tutti modi di spronarla.
Junna Tokura (十倉 じゅんな?, Tokura Junna) & Aki Momoi (百井 あき?, Momoi Aki)
Doppiate da: Maria Naganawa e Afumi Hashi (ed. giapponese)
Sono due compagne di classe di Hana, Saaya, Homare e Ruru. Sono migliori amiche, Junna è più pacata ed è colei che vigila gli studenti durante gli intervalli, Aki è più allegra e spensierata e usa spesso modi di dire, che però non azzecca mai. In futuro diventano un duo manzai famoso.
Hinase Amano (阿万野 ひなせ?, Amano Hinase) & Fumito Chise (千瀬 ふみと?, Chise Fumito)
Doppiati da: Yoshitaka Yamaya e Katsumi Fukuhara (ed. giapponese)
Sono due compagni di classe di Hana, Saaya, Homare e Ruru. Hinase suona la tromba in una band e ha una cotta per Hana, mentre Fumito è un grande fan di Cure Yell, tanto da aver fondato un fan club in suo onore dopo averla vista combattere. In futuro Hinase diventa un bravo musicista, mentre Fumito è il segretario personale di Hana alla AA Company.
MoguMogu (もぐもぐ?, Mogumogu)
Doppiato da: Natsumi Kawaida (ed. giapponese)
È il cagnolino adottato da Homare, che l'ha salvato da un camion che stava per investirlo.
Rita Yoshimi (吉見 リタ?, Yoshimi Rita)
Doppiata da: Kintalo. (ed. giapponese)
È un'eccentrica stilista, molto famosa nel web, che gestisce il proprio marchio "Rita Yoshimin". Organizza diverse sfilate e fornisce le sue creazioni a molte persone dello spettacolo.
Eri (エリ?, Eri)
Doppiata da: Shiori Izawa (ed. giapponese)
È una compagna di classe di Hana nella vecchia scuola, all'accademia Shine Hill. Fa parte del club di cheerleading. Si sente responsabile del fatto che in passato, per difenderla in un'occasione, Hana sia diventata vittima di bullismo ed è arrivata a cambiare scuola. Tuttavia Hana non le serba rancore e, dopo essersi chiarite, le due tornano amiche.
Pretty Cure del futuro (未来のプリキュア?, Mirai no Purikyua)
Doppiate da: Natsumi Kawaida, Hina Kino e Maria Naganawa (ed. giapponese)
Sono le tre guerriere, compagne di Cure Tomorrow, cadute in battaglia contro la Società Criasu nel futuro.

## Oggetti magici
PreHeart (プリハート?, Puri Hāto)
È l'oggetto simile a uno smartphone, utilizzato dalle Pretty Cure per trasformarsi e attaccare. Oltre a svolgere tutte le normali funzioni di un comune cellulare, consente di usufruire dei poteri inserendo al suo interno il proprio Mirai Crystal, metterlo in Heart Mode e premere il pulsante a forma di cuore. Ne esistono quattro (di cui tre entrano in possesso di Hana, Saaya e Homare) ma, quando Emiru e Ruru esprimono entrambe il sincero desiderio di diventare Pretty Cure, l'ultimo rimasto si sdoppia.
Mirai Crystal (ミライクリスタル?, Mirai Kurisutaru)
Sono cristalli a forma di cuore che racchiudono l'Asu Powerer, ovvero il potere di creare un futuro radioso. Nascono dalla forza d'animo delle persone e sono indispensabili per aiutare Hugtan a crescere e svilupparsi; Cure Yell dà vita a quello Pink (rosa) e a quello Rose (fucsia), Cure Ange a quello Blue (blu) e a quello Navy (blu marino), Cure Étoile a quello Yellow (giallo) e a quello Orange (arancione), Cure MaChérie a quello Red (rosso) e a quello Rouge (rossetto), Cure Amour a quello Purple (viola) e a quello Violet (violetta), mentre Hugtan possiede quello White (bianco). In seguito le cinque guerriere e Hugtan generano quello Cheerful, mentre soltanto Hugtan trasforma quello White in Mother Heart dopo aver evocato l'entità denominata Mother. Inseriti nel PreHeart, danno alle Pretty Cure il potere di trasformarsi e attaccare.
Melody Sword (メロディソード?, Merodi Sōdo)
Sono gli scettri di Cure Yell, Cure Ange e Cure Étoile, utilizzati per attaccare. Si generano dal secondo Mirai Crystal che ciascuna guerriera ottiene. Inizialmente quello di Cure Yell ha l'aspetto della memorabile Spada delle Pretty Cure (プリキュアの剣?, Purikyua no Ken), ma poiché ella desidera purificare i nemici anziché ucciderli, tutti assumono la forma di una bacchetta bianca dotata di tasti che riproducono la scala musicale, con un cristallo in cima e due piccole ali vicino l'impugnatura che circondano il punto in cui viene posto il proprio Mirai Crystal. Quella di Cure Yell si chiama Yell Takt (エールタクト?, Ēru Takuto), quella di Cure Ange prende il nome di Ange Harp (アンジュハープ?, Anju Hāpu), mentre quella di Cure Étoile è chiamata Étoile Flute (エトワールフルート?, Etowāru Furūto).
Twin Love Guitar (ツインラブギター?, Tsuin Rabu Gitā)
Sono le chitarre elettriche di Cure MaChérie e Cure Amour, utilizzate per attaccare. Si generano dal secondo Mirai Crystal che le due guerriere ottengono. Hanno entrambe il corpo rosso e viola a forma di cuore e il manico dotato di tasti che riproducono la scala musicale, con alla base il punto in cui viene posto il proprio Mirai Crystal e in cima un cristallo. Quella di Cure MaChérie prende il nome di MaChérie Bazooka (マシェリバズーカ?, Masheri Bazūka), mentre quella di Cure Amour è chiamata Amour Arrow (アムールアロー?, Amūru Arō).
Mirai Pad (ミライパッド?, Mirai Paddo)
È l'iPad che, oltre a svolgere le normali funzioni, contiene al suo interno ogni accessorio utile sia per accudire Hugtan che per qualsiasi mansione delle Pretty Cure. Solo quest'ultime sono in grado di usarlo, inserendovi il proprio Mirai Crystal e recitando la formula "Mirai Pad, Open!" (「ミライパッド、オープン！」?, "Mirai Paddo, Ōpun!"); nonostante ciò, l'oggetto è dotato di volontà propria e i suoi esiti non sono mai una casualità.
Memorial Cure Clock (メモリアルキュアクロック?, Memoriaru Kyua Kurokku)
È la versione aggiornata del Mirai Pad, ottenuta grazie alla forza dell'amicizia tra le Pretty Cure. Inserendovi il Mirai Crystal Cheerful permette alle Pretty Cure e Hugtan di trasformarsi in Cheerful Style ed attaccare; inserendovi invece il Mirai Crystal Mother Heart permette loro di trasformarsi in Mother Heart Style ed utilizzare un più potente attacco. Il tablet è circondato da sei cuori, ciascuno del colore di una Pretty Cure e di Hugtan.
Mirai Brace (ミライブレス?, Mirai Buresu)
Sono cinque bracciali, uno per ciascuna Pretty Cure, ottenuti grazie al supporto di tutte le Pretty Cure esistenti. Derivano dai braccialetti dell'amicizia fatti a mano dalle ragazze. Permettono alle HUGtto Pretty Cure di effettuare uno speciale attacco di gruppo con l'ausilio di tutte le altre Leggendarie Guerriere. Successivamente vengono utilizzati dal gruppo in Mother Heart Style. Inoltre, potenziano le abilità di combattimento delle guerriere.
Melody Tambourine (メロディタンバリン?, Merodi Tanbarin)
È un tamburello a forma di cuore, utilizzato per far giocare e divertire Hugtan.

## Trasformazioni e attacchi

### Cure Yell
- Trasformazione: Hana inserisce il Mirai Crystal Pink nel PreHeart, mette quest'ultimo in Heart Mode, e preme il pulsante a forma di cuore e, diventata Cure Yell, si presenta al nemico.

- Heart For You (ハート・フォー・ユー?, Hāto Fō Yū): è l'attacco di Cure Yell con il PreHeart e il Mirai Crystal Pink. La Pretty Cure, dopo aver premuto il pulsante a forma di cuore nel PreHeart, fa riunire tanti piccoli cuori d'energia rosa in uno più grande disegnato con i suoi due pompon, che scaglia contro il nemico, purificandolo. Viene eseguito per la prima volta nell'episodio 1.

- Flower Shoot (フラワー・シュート?, Furawā Shūto): è l'attacco di Cure Yell utilizzando la Yell Takt. La Pretty Cure, dopo aver suonato e fatto illuminare il cristallo della propria Melody Sword, crea un fascio d'energia rosa dal simbolo di una rosa e lo scaglia contro il nemico. Viene eseguito per la prima volta nell'episodio 12.

### Cure Ange
- Trasformazione: Saaya inserisce il Mirai Crystal Blue nel PreHeart, mette quest'ultimo in Heart Mode, e preme il pulsante a forma di cuore e, diventata Cure Ange, si presenta al nemico.

- Heart Feather (ハート・フェザー?, Hāto Fezā): è l'attacco di Cure Ange con il PreHeart e il Mirai Crystal Blue. La Pretty Cure, dopo aver premuto il pulsante a forma di cuore nel PreHeart, fa riunire tante piccole piume d'energia azzurre in un grande cuore disegnato con le mani, che scaglia contro il nemico, respingendolo. L'attacco può essere sia difensivo che offensivo. Viene eseguito per la prima volta nell'episodio 2.

- Feather Blast (フェザー・ブラスト?, Fezā Burasuto): è l'attacco di Cure Ange utilizzando la Ange Harp. La Pretty Cure, dopo aver suonato e fatto illuminare il cristallo della propria Melody Sword, si fa spuntare due ali sulla schiena che rilascia in un fascio d'energia azzurra contro il nemico. Viene eseguito per la prima volta nell'episodio 12.

### Cure Étoile
- Trasformazione: Homare inserisce il Mirai Crystal Yellow nel PreHeart, mette quest'ultimo in Heart Mode, e preme il pulsante a forma di cuore e, diventata Cure Étoile, si presenta al nemico.

- Heart Star (ハート・スター?, Hāto Sutā): è l'attacco di Cure Étoile con il PreHeart e il Mirai Crystal Yellow. La Pretty Cure, dopo aver premuto il pulsante a forma di cuore nel PreHeart, fa riunire tante piccole stelle d'energia gialla in un vortice, che scaglia contro il nemico, incatenandolo. Viene eseguito per la prima volta nell'episodio 5.

- Star Slash (スター・スラッシュ?, Sutā Surasshu): è l'attacco di Cure Étoile utilizzando l'Étoile Flute. La Pretty Cure, dopo aver suonato e fatto illuminare il cristallo della propria Melody Sword, crea una piattaforma a forma di stella su cui stare e si precipita assieme a una pioggia di stelle esplosive arancioni contro il nemico. Viene eseguito per la prima volta nell'episodio 12.

### Cure MaChérie & Cure Amour
- Trasformazione: Emiru e Ruru inseriscono rispettivamente il Mirai Crystal Red e il Mirai Crystal Purple nei PreHeart, mettono questi ultimi in Heart Mode, e premono il pulsante a forma di cuore e, diventate rispettivamente Cure MaChérie e Cure Amour, si presentano al nemico.

- Heart Song (ハート・ソング?, Hāto Songu) & Heart Dance (ハート・ダンス?, Hāto Dansu): sono gli attacchi uniti di Cure MaChérie e Cure Amour con il loro rispettivo PreHeart e i Mirai Crystal Red e Purple. Le due Pretty Cure, dopo aver premuto il pulsante a forma di cuore nei loro PreHeart, generano due cuori, rosso e viola, che si uniscono e purificano il nemico. Vengono eseguiti per la prima volta nell'episodio 20.

- Twin Love Rock Beat (ツインラブ・ロックビート?, Tsuin Rabu Rokku Bīto): è l'attacco di Cure MaChérie e Cure Amour utilizzando le loro rispettive Twin Love Guitar e i Mirai Crystal Rouge e Violet. Le due Pretty Cure suonano le loro chitarre e in seguito le utilizzano come fossero armi (Amour come un arco e MaChérie come un bazooka) per sparare due cuori, viola e rosso, che si uniscono e si scagliano contro il nemico, purificandolo. Viene eseguito per la prima volta nell'episodio 22.

- MaChérie Pop'n (マシェリ・ポップン?, Masheri Poppun): è l'attacco di Cure MaChérie utilizzando il MaChérie Bazooka. La Pretty Cure, dopo aver suonato la propria Twin Love Guitar, crea una moltitudine di cuori rossi, riuniti poi in un unico grande cuore, che scaglia contro il nemico, bloccandolo. Viene eseguito per la prima volta nell'episodio 24.

- Amour Rock'n'roll (アムール・ロックンロール?, Amūru Rokkunrōru): è l'attacco di Cure Amour utilizzando l'Amour Arrow. La Pretty Cure, dopo aver suonato la propria Twin Love Guitar, crea una moltitudine di cuori viola che scaglia contro il nemico, bloccandolo. Viene eseguito per la prima volta nell'episodio 24.

### In gruppo
- Presentazione: è la frase di presentazione di gruppo delle Pretty Cure una volta conclusasi la trasformazione.

- Trinity Concert (トリニティ・コンサート?, Toriniti Konsāto): è l'attacco di gruppo di Cure Yell, Cure Ange e Cure Étoile utilizzando le loro rispettive Melody Sword e i Mirai Crystal Rose, Navy e Orange. Le Pretty Cure evocano le loro armi e le suonano come fossero strumenti musicali (Yell dirige l'orchestra, Ange suona l'arpa ed Étoile il flauto traverso), creando un'armonia che si traduce in una grande sfera di energia, che scagliano contro il nemico, purificandolo. Viene eseguito per la prima volta nell'episodio 11.

- Trasformazione (Cheerful Style (チアフル・スタイル?, Chiafuru Sutairu)): le Pretty Cure inseriscono il Mirai Crystal Cheerful nel Mirai Pad (che si evolve nel Memorial Cure Clock) e si trasformano in Cheerful Style assieme ad Hugtan. Viene eseguita per la prima volta nell'episodio 31.

- Cheerful Attack (チアフル・アタック?, Chiafuru Atakku): è l'attacco di gruppo delle Pretty Cure assieme ad Hugtan in Cheerful Style utilizzando il Memorial Cure Clock. Dopo aver liberato una grande quantità di cuori dal Memorial Cure Clock, le Pretty Cure li manipolano in modo da formare un pentafoglio, che scagliano contro il nemico, purificandolo. Viene eseguito per la prima volta nell'episodio 31.

- All-For-You (オール・フォー・ユー?, Ōru・Fō・Yū): è uno speciale attacco di gruppo delle Pretty Cure utilizzando i Mirai Brace con il supporto di tutte le Leggendarie Guerriere esistenti. Dopo aver evocato ed attivato i rispettivi bracciali, le Pretty Cure generano un potente raggio di luce, che avvolge il nemico, purificandolo. Viene eseguito soltanto nell'episodio 37.

- Trasformazione (Mother Heart Style (マザーハート・スタイル?, Mazā Hāto Sutairu)): le Pretty Cure inseriscono il Mirai Crystal Mother Heart nel Memorial Cure Clock e si trasformano in Mother Heart Style, munite di Mirai Brace, assieme ad Hugtan. Viene eseguita per la prima volta nell'episodio 39.

- Tomorrow con tutti (みんなでトゥモロー?, Minna de Tumorō): è l'attacco di gruppo delle Pretty Cure assieme ad Hugtan in Mother Heart Style utilizzando il Memorial Cure Clock munite di Mirai Brace. Tramite il Memorial Cure Clock, le Pretty Cure guidano la grande Mother evocata in modo da formare un raggio di energia, che scagliano contro il nemico, purificandolo. Viene eseguito per la prima volta nell'episodio 39; nell'episodio 48 le Pretty Cure lo eseguono insieme a tutta la popolazione mondiale.

## Luoghi
Società Criasu (クライアス社?, Kuraiasu-sha)
È la base dell'omonima organizzazione nemica, venuta dal futuro, il cui intento è diffondere nel mondo il Toge Powerer, cioè il potere di non creare alcun futuro radioso e alimentare le emozioni negative. La società ha una struttura gerarchica, in cui ognuno ha il suo ruolo, con a capo il Presidente Cry. Fin dalla sua fondazione, i componenti hanno creduto nella speranza per il domani, affermando che non esiste l'eternità, e hanno desiderato la felicità delle persone in tutto il mondo per un futuro migliore, non necessariamente radioso.
- Filiale Azababu (あざばぶ支社?, Azababu shisha)

È la filiale istituita recentemente dalla Società Criasu per risolvere la questione dei Mirai Crystal contro le Pretty Cure. Ogni dipendente sogna di essere promosso alla sede centrale e ha a disposizione un apparecchio che percepisce le percentuali di Asu Powerer e Toge Powerer presenti nell'atmosfera.
Hagukumi (はぐくみ市?, Hagukumi-shi)
È la città dove vivono Saaya, Homare e Emiru, e in cui si trasferisce Hana con la sua famiglia.
Accademia L'Avenir (ラヴェニール学園?, Ravenīru Gakuen)
È la scuola frequentata da Hana, Saaya, Homare e, successivamente, anche da Ruru. L'istituto comprende sia le medie che le elementari, frequentate da Emiru e Kotori. Il suo nome, in francese, vuol dire "futuro".
Beauty Harry
È il negozio aperto da Harry e dimora dello stesso e di Hugtan. Il primo piano è il negozio aperto al pubblico di prodotti di bellezza per donna, il secondo piano è interamente dedicato ad Hugtan, infine il terzo è di Harry. Viene creato da Harry e dal potere del Mirai Crystal di Hana.
Tanpopo-dō (たんぽぽ堂?, Tanpopo-dō)
È il negozio di dolci tradizionali giapponesi della nonna di Hana, situato nel vecchio distretto commerciale della città. La sua specialità è un particolare tipo di manjū denominato "manjū della speranza".
Accademia Shine Hill (シャインヒル学園?, Shain Hiru Gakuen)
È la vecchia scuola frequentata da Hana prima di trasferirsi alla L'Avenir.

## Episodi
In occasione del quindicesimo anniversario dall'inizio delle trasmissioni del franchise, le Pretty Cure delle precedenti serie appaiono come camei negli episodi 21-22 e 36-37.

### Sigle
La sigla originale di apertura è composta da Masayuki Fukutomi con il testo di Noriko Fujimoto (Nostalgic Orchestra), la prima di chiusura da Shūhei Mutsuki con il testo di Genki Mizuno e la seconda di chiusura da KOH con il testo di Sumiyo Mutsumi.
Sigla di apertura
- We can!! HUGtto! Precure (Ｗｅ ｃａｎ！！ＨＵＧっと！プリキュア?), cantata da Kanako Miyamoto

Sigla di chiusura
- HUGtto! Mirai☆Dreamer (ＨＵＧっと！未来☆ドリーマー?), cantata da Cure Yell (Rie Hikisaka), Cure Ange (Rina Hon'izumi) e Cure Étoile (Yui Ogura) (ep. 1-17, 19-21[47])
- HUGtto! YELL FOR YOU (ＨＵＧっと！ＹＥＬＬ ＦＯＲ ＹＯＵ?), cantata da Cure Yell (Rie Hikisaka), Cure Ange (Rina Hon'izumi), Cure Étoile (Yui Ogura), Cure MaChérie (Nao Tamura) e Cure Amour (Yukari Tamura) (ep. 23-35, 38-49[48])

Del video della sigla di testa sono state realizzate due versioni: rispetto alla prima, nella seconda vengono modificate alcune parti, introducendo Emiru / Cure MaChérie e Ruru / Cure Amour, e sostituendo i vecchi nemici già sconfitti con i nuovi apparsi.
Nell'episodio 18 non è presente la sigla finale, ma i titoli di coda relativi scorrono nella canzone interna alla scena Kimi to tomodachi (キミとともだち?), cantata da Emiru Aisaki (Nao Tamura) e Ruru Amour (Yukari Tamura). Negli episodi 22 e 36-37, invece, in occasione dell'uscita al cinema del venticinquesimo film che celebra il 15º anniversario del franchise, la sigla finale è un remix della sigla di apertura della prima serie, DANZEN! Futari wa Pretty Cure ~Yuiitsu muni no hikari-tachi~ (ＤＡＮＺＥＮ！ふたりはプリキュア ～唯一無二の光たち～?), cantato da Mayumi Gojō. Nell'episodio 49 manca la sigla iniziale, ma è inserita come musica di sottofondo all'interno di alcune scene.

### Distribuzione
In Giappone la serie è stata raccolta in una collezione di 16 DVD sia da Marvelous che Pony Canyon tra il 20 giugno 2018 e il 22 maggio 2019. Nei primi 15 DVD sono presenti tre episodi, mentre nell'ultimo quattro.
La serie è stata raccolta anche in quattro cofanetti Blu-ray, pubblicati da Marvelous Inc. e usciti tra il 19 settembre 2018 e il 22 maggio 2019.

### Rappresentazioni ed eventi
Il 29 luglio 2018, al Shinagawa Prince Stellar Ball di Tokyo, si è svolto l'HUGtto! Precure - LIVE 2018: Live For You!! (ＨＵＧっと！プリキュアＬＩＶＥ２０１８ ライブ・フォー・ユー！！?, HUGtto! Purikyua LIVE 2018 Raibu Fō Yū!!), un concerto di brani e character song della serie, tenuto dalle doppiatrici delle protagoniste e le interpreti delle sigle di apertura e di chiusura.

## Film
| Titolo | Prima visione                |
| Titolo | Giapponese (cinematografica) |
| --- | ---------------------------- |
| Eiga Pretty Cure Super Stars! (映画 プリキュアスーパースターズ！?, Eiga Purikyua Sūpā Sutāzu!) | 17 marzo 2018                |
| Eiga HUGtto! Pretty Cure ♡ Futari wa Pretty Cure - All Stars Memories (映画 ＨＵＧっと！プリキュア♡ふたりはプリキュア オールスターズメモリーズ?, Eiga HUGtto! Purikyua ♡ Futari wa Purikyua Ōru Sutāzu Memorīzu) | 27 ottobre 2018              |
| Eiga Pretty Cure Miracle Universe (映画 プリキュアミラクルユニバース?, Eiga Purikyua Mirakuru Yunibāsu) | 16 marzo 2019                |
| Eiga Pretty Cure Miracle Leap - Minna to no fushigi na 1-nichi (映画 プリキュアミラクルリープ みんなとの不思議な１日?, Eiga Purikyua Mirakuru Rīpu Minna to no fushigi na 1-nichi)                               | 31 ottobre 2020              |
| Eiga Pretty Cure All Stars F (映画 プリキュアオールスターズＦ?, Eiga Purikyua Ōru Sutāzu F) | 15 settembre 2023            |

## Manga
Il manga di HUGtto! Pretty Cure, disegnato da Futago Kamikita, è stato serializzato sulla rivista Nakayoshi di Kōdansha da marzo 2018 a febbraio 2019. Un tankōbon, contenente i primi sei capitoli e una storia extra realizzata apposta, è stato pubblicato il 9 agosto 2018 in edizione regolare e speciale, quest'ultima accompagnata da un libretto contenente un episodio a tema estivo durante il quale compaiono le Pretty Cure di tutte le serie precedenti. Il secondo e ultimo tankōbon, contenente gli altri sei capitoli e una storia extra realizzata appositamente, è stato pubblicato il 13 marzo 2019, anch'esso in edizione regolare e speciale, quest'ultima accompagnata da un libretto contenente un episodio che vede protagoniste le Pretty Cure di Kirakira ☆ Pretty Cure À La Mode, HUGtto! Pretty Cure e Star☆Twinkle Pretty Cure; tra i capitoli del secondo volume compaiono anche le Pretty Cure e altri personaggi della prima e seconda serie.
| Nº | Titolo italiano Giapponese 「Kanji」 - Rōmaji                        | Data di prima pubblicazione                                                               | Data di prima pubblicazione |
| Nº | Titolo italiano Giapponese 「Kanji」 - Rōmaji                        | Giapponese                                                                                |                             |
| 1  | HUGtto! Precure 1 「ＨＵＧっと！プリキュア １」 - HUGtto! Purikyua 1 | 9 agosto 2018 ISBN 978-4-06-512484-0 (ed. regolare) ISBN 978-4-06-512485-7 (ed. limitata) |                             |
| 2  | HUGtto! Precure 2 「ＨＵＧっと！プリキュア ２」 - HUGtto! Purikyua 2 | 13 marzo 2019 ISBN 978-4-06-515002-3 (ed. regolare) ISBN 978-4-06-515003-0 (ed. limitata) |                             |

### Altre pubblicazioni
Il 22 aprile 2019 la Gakken Publishing ha pubblicato in Giappone HUGtto! Precure: Official Complete Book (ＨＵＧっと！プリキュア オフィシャルコンプリートブック?, HUGtto! Purikyua Ofisharu Konpurīto Bukku) con ISBN 978-4-05-611471-3, libro dedicato alla serie contenenti interviste ai produttori, allo staff degli episodi, alle doppiatrici con retroscena che raccontano la nascita di HUGtto! Pretty Cure.

## CD e videogiochi
Durante il corso della serie sono stati pubblicati diversi CD e raccolte, sia di brani musicali che di colonna sonora, da Marvelous. I videogiochi, invece, sono stati distribuiti da Bandai.
| Nº | Titolo CD | Numero tracce | Data uscita      |
| -- | --- | ------------- | ---------------- |
| 1  | We can!! HUGtto! Precure / HUGtto! Mirai☆Dreamer (Ｗｅ ｃａｎ！！ＨＵＧっと！プリキュア／ＨＵＧっと！未来☆ドリーマー?)                                        | 4             | 7 marzo 2018     |
| 2  | HUGtto! Precure - Original Soundtrack 1: Precure♡Sound♡For♡You!! (ＨＵＧっと！プリキュア オリジナル・サウンドトラック１ プリキュア♡サウンド♡フォー♡ユー！！?) | 35            | 25 aprile 2018   |
| 3  | HUGtto! Precure - Character Single (ＨＵＧっと！プリキュア キャラクターシングル?)                                                                             | 6             | 23 maggio 2018   |
| 4  | HUGtto! Precure - Vocal Album: Powerful♥Yell (ＨＵＧっと！プリキュア ボーカルアルバム パワフル♥エール?)                                                       | 9             | 4 luglio 2018    |
| 5  | HUGtto! YELL FOR YOU / LOVE&LOVE (ＨＵＧっと！ＹＥＬＬ ＦＯＲ ＹＯＵ／ＬＯＶＥ＆ＬＯＶＥ?)                                                                    | 4             | 22 agosto 2018   |
| 6  | HUGtto! Precure - Original Soundtrack 2: Precure Cheerful Sound!! (ＨＵＧっと！プリキュア オリジナル・サウンドトラック２ プリキュア・チアフル・サウンド！！?) | 42            | 26 dicembre 2018 |
| 7  | HUGtto! Precure - Best Album: Cheerful Songs Best (ＨＵＧっと！プリキュア ベストアルバム Ｃｈｅｅｒｆｕｌ Ｓｏｎｇｓ Ｂｅｓｔ?)                               | 12            | 16 gennaio 2019  |
| 8  | Precure Vocal Best BOX 2018-2023 (プリキュア ボーカルベストＢＯＸ ２０１８–２０２３?)                                                                         | 95            | 29 novembre 2023 |

| Nº | Titolo videogioco                                                          | Piattaforma     | Data uscita      |
| -- | -------------------------------------------------------------------------- | --------------- | ---------------- |
| 1  | Nari Kids Park: HUGtto! Precure (なりキッズパーク ＨＵＧっと！プリキュア?) | Nintendo Switch | 21 novembre 2018 |

## Trasmissioni e adattamenti nel mondo
HUGtto! Pretty Cure è stato trasmesso, oltre che in Giappone, anche in diversi Paesi in tutto il mondo.
| Stato   | Rete televisiva / piattaforma streaming | Data 1ª TV/streaming       |
| ------- | --------------------------------------- | -------------------------- |
| Albania | Bang Bang                               | 11 maggio – 12 giugno 2020 |